# فیات ۶۰۰ (۲۰۲۳)
فیات ۶۰۰ یک کراس‌اوور کامپکت کوچک (سگمنت بی) است که توسط فیات از سال ۲۰۲۳ عمدتاً برای بازار اروپا تولید می‌شود. نسخه باتری الکتریکی با نام فیات ۶۰۰ئی در ۴ ژوئیه ۲۰۲۳، مصادف با سالگرد فیات ۵۰۰ اصلی، رونمایی شد. نسخه هیبریدی ملایم بنزینی در سپتامبر ۲۰۲۳ عرضه شد.

## تاریخچه
نام فیات ۶۰۰ قبلاً توسط فیات در دهه‌های ۱۹۵۰ و ۱۹۶۰ استفاده می‌شد. در سال ۱۹۹۷، این نام با هجی کردن شماره به زبان ایتالیایی برای فیات سیچنتو دوباره استفاده شد. ۶۰۰ که تحت کد پروژه F364 توسط فیات کرایسلر اتومبیلز توسعه یافته است، در لهستان در کنار جیپ آونجر بر روی پلتفرم کمون مدولار (eCMP) استلانتیس ساخته می‌شود که توسعه‌ای از معماری‌های احتراق داخلی CMP و eCMP الکتریکی توسط گروه پی‌اس‌ای است.
۶۰۰ به‌طور مستقیم جایگزین فیات ۵۰۰ایکس که قرار است حداقل تا سال ۲۰۲۴ در محدوده باقی بماند نمی‌شود. برای بازار ایالات متحده، پس از توقف تولید ۵۰۰ایکس، این مدل جایگزین آن نخواهد شد. ۶۰۰ به‌طور انحصاری در بازارهای اروپایی فروخته خواهد شد.

## طراحی
۶۰۰ دارای نشانه‌های طراحی مشابه فیات نیو ۵۰۰ است، مانند چراغ‌های جلو دایره ای شکل و نشان ۶۰۰ بالای جلوپنجره. در ژوئن ۲۰۲۳، فیات اعلام کرد که دیگر خودروهای خاکستری را نمی‌فروشد. ۶۰۰ اولین مدلی است که با این فلسفه جدید مطابقت دارد، و در چهار رنگ به نام‌های خورشید، دریا، زمین، و آسمان ایتالیا ارائه خواهد شد که به ترتیب مطابق با رنگ‌های نارنجی (Arancia Sole d'Italia)، سبز (Verde Mare d'Italia)، شنی (Sabbia Terra d'Italia) و آبی (Azzuro Cielo d'Italia) هستند.

فضای داخلی ۶۰۰ شبیه به نیو ۵۰۰ و جیپ آونجر است و فرمان و کنترل‌های تهویه مطبوع را از اولی و کنسول میانی را از دومی گرفته است. مدل‌های پایه دارای تریم پروداکت رد هستند که در رنگ‌های بیرونی مشکی، سفید و قرمز موجود است. فیات همچنین تریم La Prima ارتقا یافته را با ارتقاء داخلی و چهار رنگ بیرونی الهام‌گرفته از ایتالیا ارائه می‌دهد.

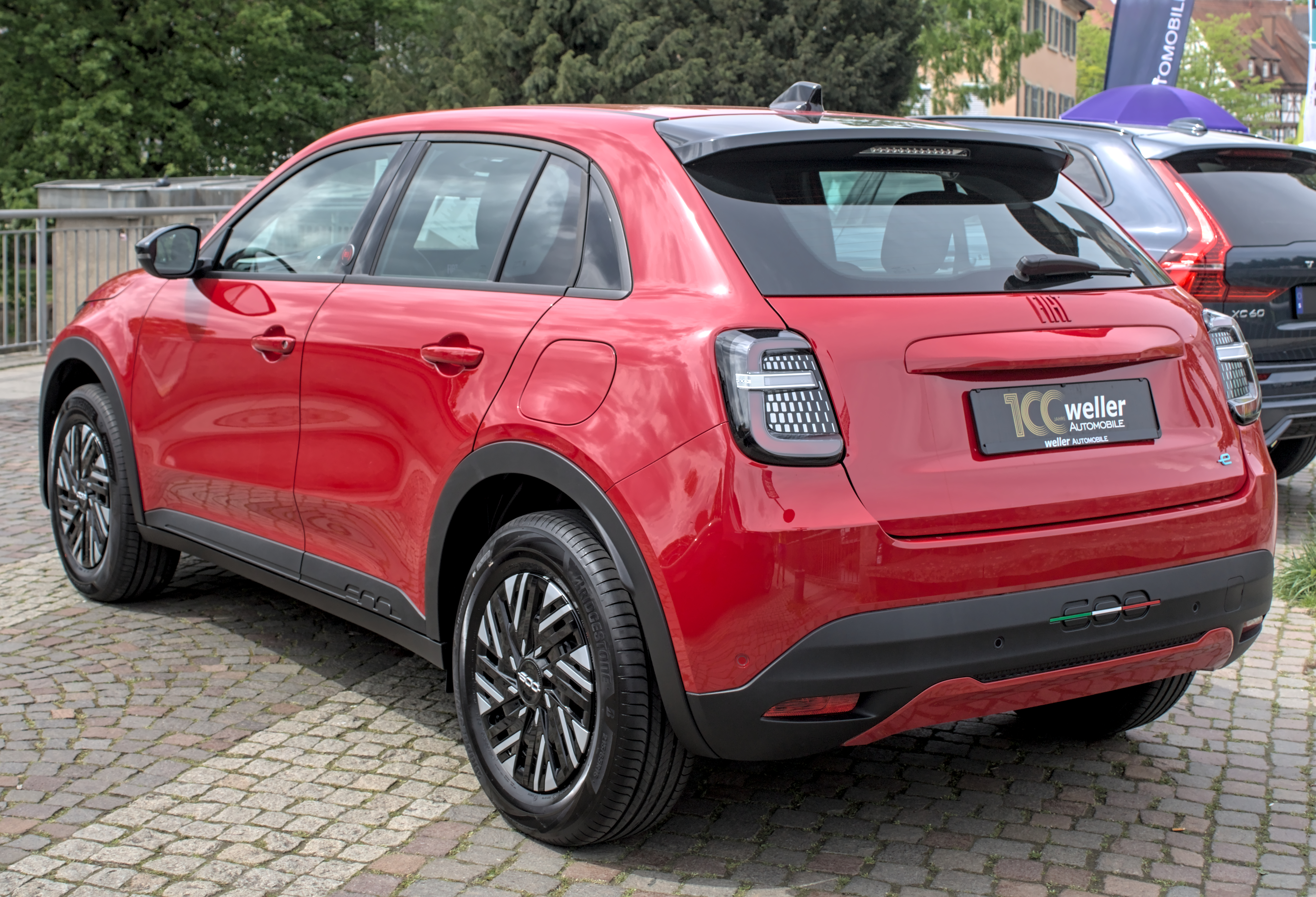
نمای عقب
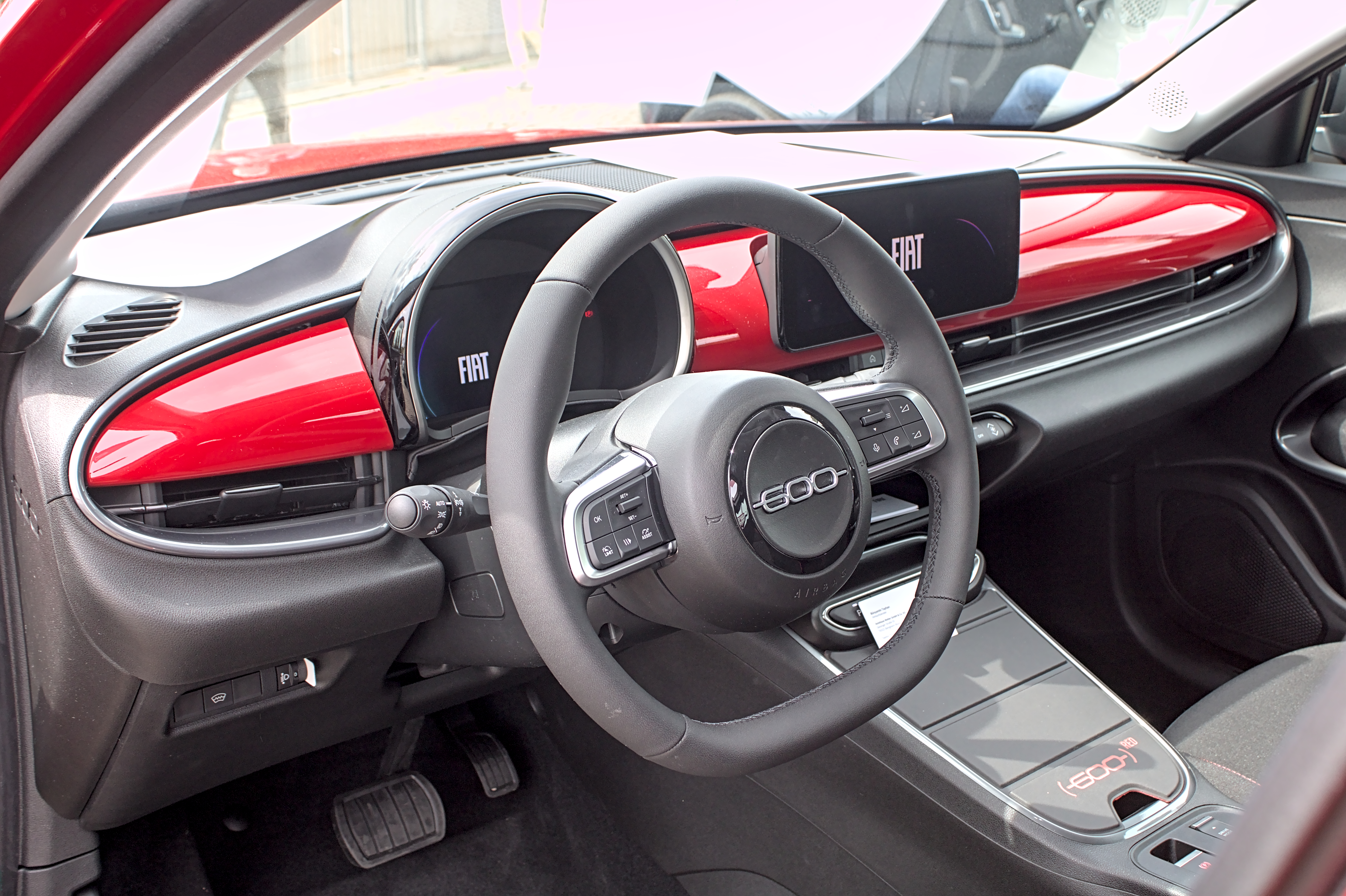
نمای داخلی

### پیشرانه
نسخه باتری الکتریکی با نام ۶۰۰ئی مجهز به باتری ۵۴ کیلووات ساعتی با برد تخمینی ۲۵۰ مایل (۴۰۰ کیلومتر) تحت چرخه آزمایش WLTP است. شارژ سریع DC با حداکثر نرخ ۱۰۰ کیلووات امکان‌پذیر است. این خودرو دارای یک موتور کششی برقی است که چرخ‌های جلو را با حداکثر خروجی ۱۵۴ اسب بخار (۱۱۵ کیلووات) به حرکت درمی‌آورد. این مشخصات با آونجر که یک خودروی دیفرانسیل جلو با حداکثر گشتاور خروجی ۱۹۲ پوند-فوت (۲۶۰ نیوتن متر) است مطابقت دارد. مدلی با موتور بنزینی هیبریدی ملایم تا اواسط سال ۲۰۲۴ اضافه خواهد شد.